# Louder Than Words (Lionel Richie)
Louder Than Words è il quarto album in studio del cantautore statunitense Lionel Richie, pubblicato il 16 aprile 1996 dalla Mercury Records.

## Tracce
1. Piece of Love – 4:04
2. Still in Love – 4:33
3. I Wanna Take You Down – 5:01
4. Can't Get Over You – 4:33
5. Change – 5:01
6. Nothing Else Matters – 4:34
7. Ordinary Girl – 5:01
8. Say I Do – 5:01
9. Paradise – 5:02
10. Don't Wanna Lose You – 5:01
11. Now You're Gone – 5:43
12. Lovers at First Sight – 6:59
13. Climbing – 6:26

Traccia bonus italiana
1. Amo, T'Amo, Ti Amo – 4:04 (Richie, Alberto Testa, Tony Renis)

Traccia bonus giapponese
1. What Do They Know – 4:04
2. Climbing – 6:26